# Pallacanestro Cantù 1971-1972
Questa voce raccoglie le informazioni riguardanti la Pallacanestro Cantù nelle competizioni ufficiali della stagione 1971-1972.

## Stagione
La stagione 1971-1972 della Pallacanestro Cantù sponsorizzata Forst, è la 17ª nel massimo campionato italiano di pallacanestro, la Serie A.
Con l'avvio della nuova stagione proseguì il processo di svecchiamento del roster così Alberto De Simone, dopo aver dato l'anima nelle stagioni precedenti con la maglia canturina, lasciò la squadra.
Cantù concluse il campionato ad alto livello, con una sola vittoria di distacco dalla coppia formata da Simmenthal Milano e Ignis Varese.

## Roster
- Carlo Recalcati
- Fabrizio Della Fiori
- Antonio Farina
- Bob Lienhard
- Pierluigi Marzorati
- Luciano Vendemini
- Paolo Viola
- Danilo Zonta
- Zaccarelli
- Ripamonti

Allenatore:  Arnaldo Taurisano

## Mercato
| Acquisti | Acquisti          | Acquisti    | Acquisti      |
| R.       | Nome              | da          | Modalità      |
| -------- | ----------------- | ----------- | ------------- |
| C        | Luciano Vendemini | Cierre Asti | fine prestito |

| Cessioni | Cessioni          | Cessioni    | Cessioni       |
| R.       | Nome              | a           | Modalità       |
| -------- | ----------------- | ----------- | -------------- |
| C        | Alberto De Simone | Cierre Asti | fine contratto |
| C        | Dante Masocco     |             | fine contratto |